# Ворошилово (Акмолинская область)
Ворошилово (каз. Ворошилово) — упраздненное село в Енбекшильдерском районе Акмолинской области Казахстана. Входило в состав Валихановского сельского округа. Исключено из учетных данных в 1998 г.

## Население
По переписи 1989 г. в селе проживало 240 человек, в том числе казахи — 74 %, русские — 21 %.